# Governo de gestão
Um governo de gestão (ou em gestão corrente), num sistema parlamentarista ou semipresidencialista, é um governo que, por não estar investido na plenitude das suas funções, exerce o poder executivo de forma limitada, tendo o papel de assegurar a continuidade do Estado e manter o status quo enquanto não é empossado um governo em plenas funções.
É distinto de um governo provisório, que assume o poder até que um novo governo possa ser nomeado por um processo político regular, normalmente na sequência de uma mudança de regime (através de golpe de Estado, revolução, guerra civil, ou reconstrução após o fracasso de um Estado).

## Em Portugal
De acordo com a Constituição da República Portuguesa (art. 186.º), o governo encontra-se limitado "à prática dos atos estritamente necessários para assegurar a gestão dos negócios públicos" em duas circunstâncias: entre o seu início de funções e a apreciação do programa do governo pela Assembleia da República, e após a sua demissão (pelo Presidente da República ou pela Assembleia da República ou por morte ou impossibilidade física duradoura do Primeiro-Ministro). Nestas duas circunstâncias ― pré-apresentação do programa do Governo e pós-demissão ― em que o governo se encontra em funções mas sujeito a um regime jurídico especial que lhe limita as competências, diz-se comummente estar o governo em gestão.
Constitucionalmente, o governo entra em funções com a tomada de posse do Primeiro-Ministro e dos restantes membros; contudo, só após o momento da apreciação parlamentar do seu programa é que se encontra em exercício pleno da sua competência (até então, possui uma capitis deminutio, que lhe permite apenas um mínimo de poderes para garantir a continuidade dos serviços públicos). A rejeição por parte da Assembleia da República do programa de governo implica a demissão do governo, sem este nunca ter entrado em plenas funções: um exemplo deste cenário foi o XX Governo Constitucional de Pedro Passos Coelho em 2015.
Pode ainda distinguir-se entre "Governo demitido" (Governo que foi objeto de um ato formal de demissão praticado pelo Presidente da República e, que, portanto, se encontra em gestão até à sua exoneração no dia da nomeação e posse do novo Primeiro-Ministro — capitis deminutio in articulo mortis) e "Governo demissionário" (Governo cujo Primeiro-Ministro apresentou pedido de demissão ao Presidente da República). O Governo demissionário não está em gestão até à aceitação da demissão; por esse motivo, nada na Constituição impõe ao Governo demissionário uma capitis deminutio, mantendo-se em plenitude de poderes. Na prática, o expectável nesta situação é verificar-se uma auto-limitação do exercício dos poderes por parte do governo, congruente com já ter declarado a vontade de não continuar em funções; nas palavras de Freitas do Amaral, é "um governo politicamente acabado […] que perdeu por sua própria iniciativa a auctoritas política de que até esse momento dispunha".
O governo demissionário passa a demitido com a oficialização da aceitação da demissão por decreto do Presidente da República publicado em Diário da República. Em circunstâncias normais, esta publicação acontece no próprio dia do pedido de demissão ou alguns dias depois. Em 2023, no contexto da crise política desencadeada pela Operação Influencer que resultou no pedido de demissão de António Costa, o Presidente Marcelo Rebelo de Sousa, tendo já anunciado publicamente a sua aceitação do pedido de demissão do Primeiro-Ministro, adiou por um mês o processo formal de publicação do decreto de demissão para permitir a aprovação e entrada em vigor do Orçamento do Estado para 2024, que considerou "garantia da indispensável estabilidade económica e social" no contexto da execução do Plano de Recuperação e Resiliência.